# Rocca Susella
Rocca Susella ist eine Gemeinde (comune) in der Provinz Pavia mit 232 Einwohnern (Stand 31. Dezember 2023) in der südwestlichen Lombardei im Norden Italiens. Die Gemeinde liegt etwa 31 Kilometer südsüdwestlich von Pavia in der Oltrepò Pavese und gehört zur Comunità Montana Oltrepò Pavese.